# Annamari Dantscha
Annamari Mychajliwna Dantscha (ukrainisch Аннамарі Михайлівна Данча; * 26. März 1990 in Onokiwzi, gebürtig Annamari Tschundak) ist eine ukrainische Snowboarderin. Sie startet in den  Paralleldisziplinen.

## Werdegang
Dantscha startete im Dezember 2005 in St. Petersburg erstmals im Europacup und belegte dabei die Plätze 23 und 19 im Parallelslalom. Ihr Debüt im Weltcup hatte sie im Oktober 2006 in Landgraaf, das sie auf dem 40. Platz im Parallelslalom beendete. Bei den Snowboard-Weltmeisterschaften 2007 in Arosa fuhr sie auf den 51. Platz im Parallel-Riesenslalom und auf den 46. Platz im Parallelslalom und beim Europäischen Olympischen Winter-Jugendfestival 2007 in Jaca auf den sechsten Platz im Parallel-Riesenslalom und auf den vierten Rang im Riesenslalom. Im April 2007 errang sie bei den Juniorenweltmeisterschaften in Bad Gastein den 17. Platz im Parallel-Riesenslalom und den 14. Platz im Parallelslalom. Im folgenden Jahr belegte sie bei den Juniorenweltmeisterschaften in Chiesa in Valmalenco den 14. Platz im Parallel-Riesenslalom und den 13. Rang im Parallelslalom. In der Saison 2008/09 wurde sie bei den Juniorenweltmeisterschaften 2009 in Nagano Achte im Parallel-Riesenslalom und Sechste im Parallelslalom und kam bei den Snowboard-Weltmeisterschaften 2009 in Gangwon auf den 25. Platz im Parallel-Riesenslalom und auf den 15. Rang im Parallelslalom. Im März 2009 holte sie im Parallel-Riesenslalom in Isola 2000 ihren ersten Sieg im Europacup.
In der Saison 2009/10 erreichte Dantscha mit drei dritten und einen ersten Platz, den siebten Platz in der Parallelwertung im Europacup. Beim Saisonhöhepunkt, den Olympischen Winterspielen 2010 in Vancouver, errang sie den 16. Platz im Parallel-Riesenslalom. Zu Beginn der folgenden Saison gewann sie bei den Juniorenweltmeisterschaften 2010 in Cardrona die Goldmedaille im Parallel-Riesenslalom und errang im Parallelslalom den neunten Platz. Es folgte die Silbermedaille im Parallel-Riesenslalom bei der Winter-Universiade 2011 in Erzurum und der 17. Platz im Parallel-Riesenslalom und der 15. Rang im Parallelslalom bei den Snowboard-Weltmeisterschaften 2011 in La Molina. Im Januar 2013 belegte sie bei den Weltmeisterschaften in Stoneham den 31. Platz im Parallelslalom und den 25. Rang im Parallel-Riesenslalom und errang im Dezember 2013 bei der Winter-Universiade in Monte Bondone den siebten Platz im Parallel-Riesenslalom. Bei ihrer zweiten Olympiateilnahme 2014 in Sotschi kam sie jeweils auf den 21. Platz im Parallel-Riesenslalom und Parallelslalom. In der Saison 2016/17 gewann sie bei der Winter-Universiade 2017 in Almaty die Silbermedaille im Parallel-Riesenslalom und fuhr dort zudem auf den sechsten Platz im Parallelslalom. Beim Saisonhöhepunkt, den Snowboard-Weltmeisterschaften 2017 in Sierra Nevada, belegte sie den 32. Platz im Parallel-Riesenslalom und den 17. Rang im Parallelslalom. Im folgenden Jahr erreichte sie in Bansko mit dem achten Platz im Parallel-Riesenslalom ihre erste Top-Zehn-Platzierung im Weltcup und fuhr bei den Olympischen Winterspielen in Pyeongchang auf den 28. Platz im Parallel-Riesenslalom. Bei den Weltmeisterschaften Anfang Februar 2019 in Park City kam sie auf den sechsten Platz im Parallel-Riesenslalom und gewann tagsdarauf die Silbermedaille im Parallelslalom.
In den folgenden Jahren belegte Dantscha bei den Snowboard-Weltmeisterschaften 2021 in Rogla den 26. Platz im Parallel-Riesenslalom sowie den 19. Rang im Parallelslalom und bei den Olympischen Winterspielen 2022 in Peking den 26. Platz im Parallel-Riesenslalom.
Dantscha wurde ukrainische Meisterin 2011, 2013 und 2018–2022 im Parallelslalom, 2012, 2013 und 2018–2022 im Parallel-Riesenslalom und im Jahr 2016 jeweils im Slalom und Riesenslalom.

## Teilnahmen an Weltmeisterschaften und Olympischen Winterspielen

### Olympische Spiele
- 2010 Vancouver: 16. Platz Parallel-Riesenslalom
- 2014 Sotschi: 21. Platz Parallel-Riesenslalom, 21. Platz Parallelslalom
- 2018 Pyeongchang: 28. Platz Parallel-Riesenslalom
- 2022 Peking: 26. Platz Parallel-Riesenslalom

### Weltmeisterschaften
- 2007 Arosa: 46. Platz Parallelslalom, 51. Platz Parallel-Riesenslalom
- 2009 Gangwon: 15. Platz Parallelslalom, 25. Platz Parallel-Riesenslalom
- 2011 La Molina: 15. Platz Parallelslalom, 17. Platz Parallel-Riesenslalom
- 2013 Stoneham: 25. Platz Parallel-Riesenslalom, 31. Platz Parallelslalom
- 2017 Sierra Nevada: 17. Platz Parallelslalom, 32. Platz Parallel-Riesenslalom
- 2019 Park City: 2. Platz Parallelslalom, 6. Platz Parallel-Riesenslalom
- 2021 Rogla: 19. Platz Parallelslalom, 26. Platz Parallel-Riesenslalom
- 2023 Bakuriani: 5. Platz Parallel-Riesenslalom, 15. Platz Parallelslalom, 16. Platz Parallelslalom Team
- 2025 Engadin: 19. Platz Parallel-Team, 22. Platz Parallelslalom, 26. Platz Parallel-Riesenslalom

## Weltcup-Gesamtplatzierungen
| Saison  | Parallel | Parallel | Parallel-Riesenslalom | Parallel-Riesenslalom | Parallelslalom | Parallelslalom |
| Saison  | Punkte   | Platz    | Punkte                | Platz                 | Punkte         | Platz          |
| ------- | -------- | -------- | --------------------- | --------------------- | -------------- | -------------- |
| 2006/07 | 18       | 67.      | -                     | -                     | -              | -              |
| 2007/08 | 268      | 43.      | -                     | -                     | -              | -              |
| 2008/09 | 343      | 37.      | -                     | -                     | -              | -              |
| 2009/10 | 653      | 32.      | -                     | -                     | -              | -              |
| 2010/11 | 1290     | 22.      | -                     | -                     | -              | -              |
| 2011/12 | 600      | 28.      | -                     | -                     | -              | -              |
| 2012/13 | 690      | 27.      | 330                   | 28.                   | 420            | 17.            |
| 2013/14 | 275      | 31.      | 146                   | 28.                   | 129            | 33.            |
| 2014/15 | -        | -        | -                     | -                     | -              | -              |
| 2015/16 | -        | -        | -                     | -                     | -              | -              |
| 2016/17 | 373      | 36.      | 268                   | 34.                   | 105            | 32.            |
| 2017/18 | 1417,9   | 21.      | 1038,8                | 20.                   | 379,1          | 20.            |
| 2018/19 | 756      | 27.      | 580                   | 26.                   | 176            | 29.            |
| 2019/20 | 1520     | 18.      | 1120                  | 16.                   | 400            | 22.            |
| 2020/21 | 66       | 27.      | 34                    | 29.                   | 32             | 23.            |
| 2021/22 | 74       | 25.      | 24                    | 32.                   | 50             | 19.            |
| 2022/23 | 120      | 23.      | 58                    | 24.                   | 62             | 20.            |
| 2023/24 | 219      | 17.      | 122                   | 17.                   | 97             | 15.            |
| 2024/25 | 250      | 18.      | 215                   | 16.                   | 35             | 27.            |